# Molloytief

Bathymetrie der Grönlandsee, mit dem Molloytief vor Spitzbergen (rechts oben)

Das etwa 5600 Meter tiefe Molloytief (engl. Molloy Deep oder Molloy Hole) ist ein Meerestief an der Grenze von Nordpolarmeer und Grönlandsee, in ihm liegt der tiefste Punkt des Arktischen Ozeans.
Das Molloytief befindet sich in der Tiefseerinne namens Framstraße zwischen Nordostgrönland und Spitzbergen. Es liegt etwa 165 km westlich von Spitzbergen in der in Südost-Nordwest-Richtung verlaufenden Molloy-Störungszone, deren tiefster Punkt es ist. Aus dem Molloytief steigt in nordöstlicher Richtung der etwa 70 km lange Molloyrücken mehr als 3600 m auf – ein Meeresrücken, der wie die Molloy-Störungszone Teil des komplexen Übergangsbereichs zwischen dem südlich gelegenen Knipovich-Rücken und dem nördlichen Gakkelrücken ist. In diesem Abschnitt des Mittelatlantischen Rückens gibt es ungewöhnlich viele Seebeben.

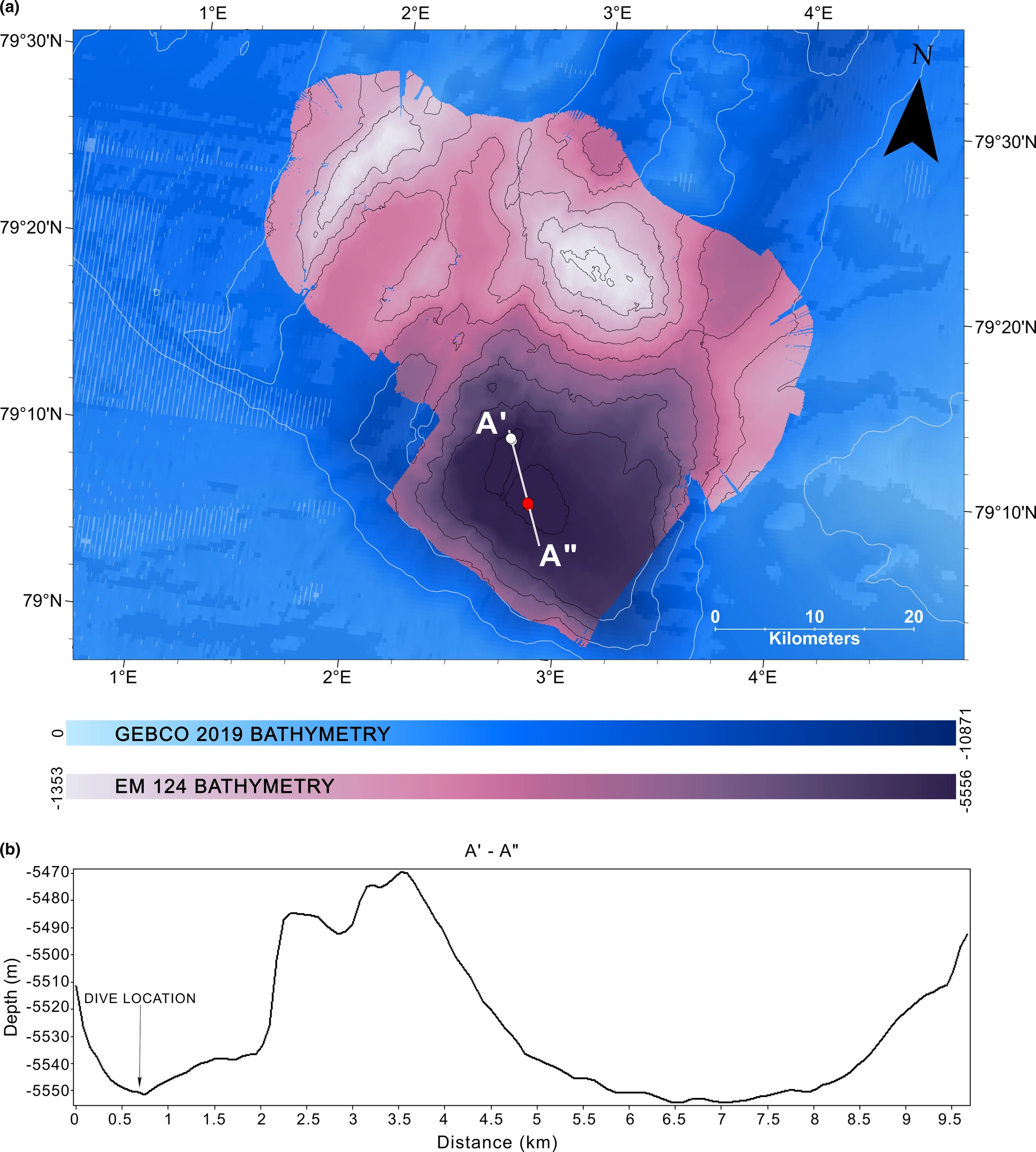
Bathymetrie des Molloytiefs. A″ ist nach 2019 vorgenommenen Vermessungen mit 5551 m der tiefste Punkt, der rote Punkt war nach älteren Angaben der tiefste. Das untere Panel zeigt den Höhenschnitt zwischen A′ und A″.

Der äußere Rand des Tiefs liegt etwa 2700 Meter unter dem Meeresspiegel und umschließt eine Fläche von etwa 600 km². Seine Hänge fallen, außer im Norden, mit einer Neigung von 10–30° auf das mehr als 5000 m tiefe Becken ab, das eine Fläche von etwa 220 km² hat. Im Norden fällt der Hang relativ sanft ab, dies in Verbindung mit einigen Rinnen im Hang wird als Ergebnis einer Molloy Slide genannten Hangrutschung gedeutet, die 65 km³ Sedimente in die Molloy-Störungszone und das Molloytief befördert haben könnte. Die Angaben zum tiefsten Punkt des Beckens schwanken, Vermessungen mit Echolot in den Jahren 2018–2019 ergaben eine Tiefe von 5551 ± 14 m, ältere Angaben reichen von 5573 bis 5770 Meter.
Das Molloytief wurde 1972 bei einer Fahrt des US-Forschungsschiffs Hayes entdeckt und nach Arthur E. Molloy benannt, der zwischen 1950 und 1980 den Nordatlantik, Nordpazifik und den Arktischen Ozean erforschte. Im August 2019 erreichte Victor Vescovo mit seinem Tauchboot Limiting Factor im Rahmen seiner Five Deeps-Expeditionen das Molloytief.